# Stazione di Fornello
La stazione di Fornello era una fermata ferroviaria (in origine posto di movimento e poi stazione) a servizio del paese di Fornello, anch'esso ora disabitato, in provincia di Firenze. È posta sulla ferrovia Faentina nella zona tra due lunghe gallerie in prossimità del valico/culmine della linea.
Il piccolo borgo di origine ferroviaria, abitato nel passato da poche persone e poi disabitato, è da sempre stato isolato e difficilmente raggiungibile, per cui il treno è sempre stata la via più comoda per raggiungere il piccolo paese.

## Storia
La stazione venne aperta inizialmente come impianto di servizio posto al termine della acclive salita (pendenza del 2,5%) della linea proveniente da Ronta. Questa stazione venne realizzata per soddisfare tre necessità: effettuare gli incroci nella lunga e acclive sezione tra Ronta, il Culmine della linea e S. Crespino, offrire un punto di rifornimento d'acqua per le locomotive a vapore e soprattutto permettere di sganciare le locomotive che effettuavano il servizio di spinta in coda lato Firenze (dopo Fornello verso Faenza la pendenza in salita scendeva all'1,6%). Dopo il 1893 venne ammessa anche al servizio viaggiatori. Venne dismessa nel 1968.

## Strutture e impianti
L'impianto disponeva in origine di un fabbricato viaggiatori, di un altro edificio posto ad ovest che servì anche da scuola elementare, di una torre dell'acqua e di due banchine che servivano i due binari dell'impianto. A Fornello veniva sganciata la locomotiva di rinforzo utilizzata nella forte rampa in salita da Borgo San Lorenzo. Queste locomotive disponevano anche di un'asta di manovra che terminava in una breve galleria parallela a quella di Raccozzamuccione e che fungeva anche da ricovero per le medesime. Dopo la dismissione l'impianto è stato ridotto all'unico binario di corsa della linea mentre gli edifici sono stati murati.

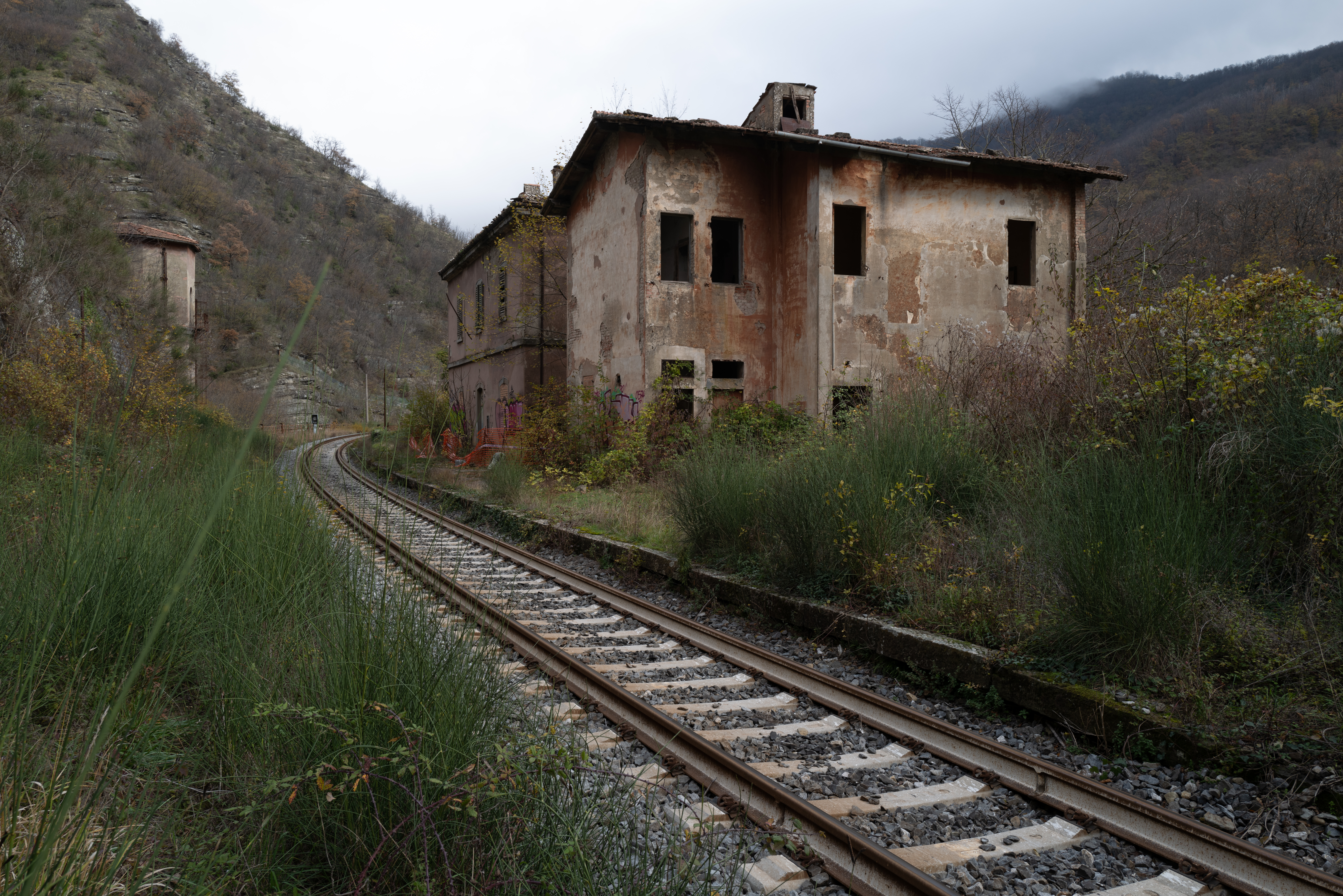
La fermata del Fornello sulla linea ferroviaria Faentina da Borgo San Lorenzo a Faenza così come si presenta il 20 novembre 2021. In primo piano un edificio civile un tempo adibito a scuola, subito dietro il fabbricato viaggiatori. A sinistra si scorge la torre dell'acqua che serviva a fare rifornimento sulle locomotive a vapore.

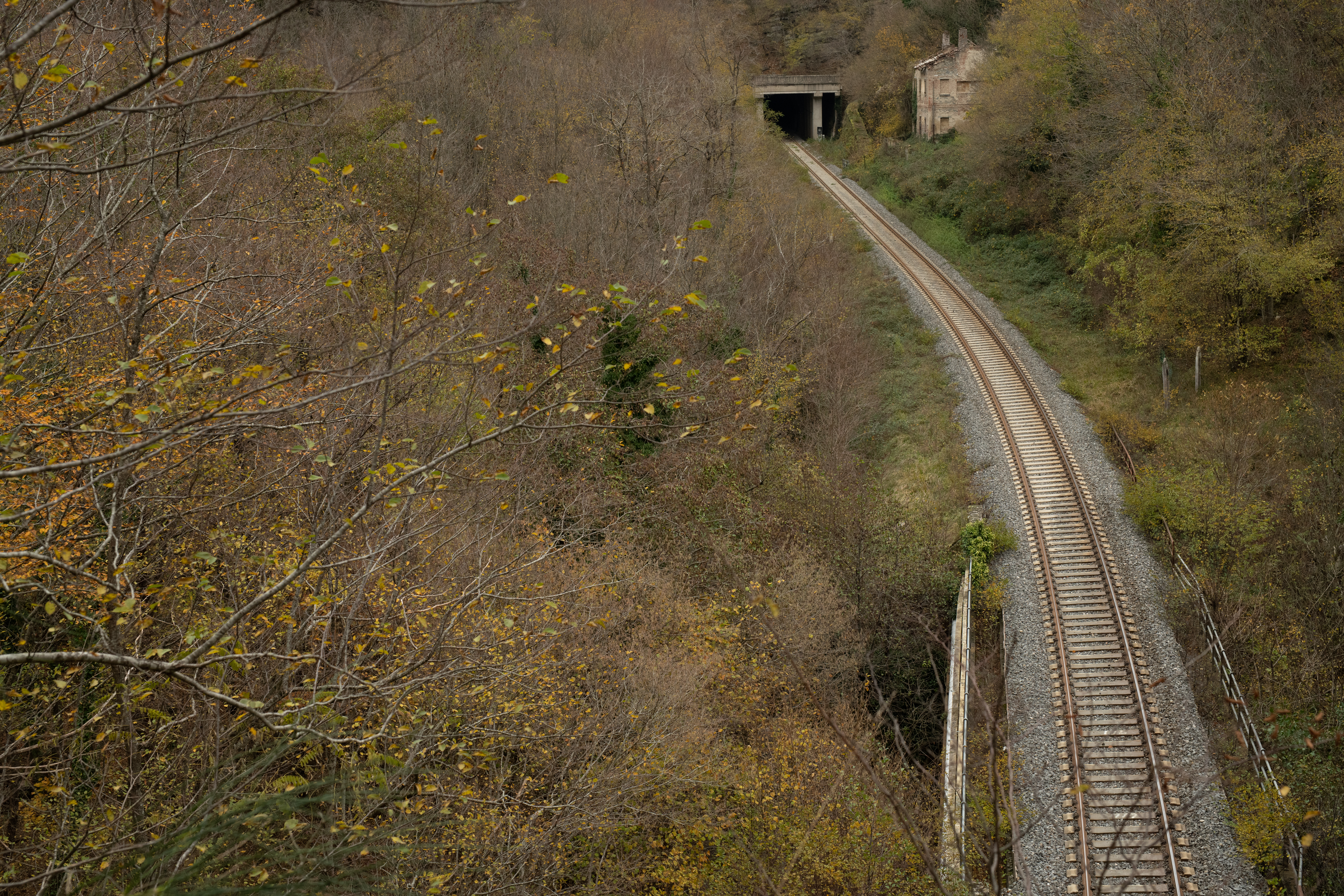
All'imbocco della galleria sulla destra si vede il Casello della Bepa.

Nei pressi del piccolo impianto vi era anche una ferrovia decauville industriale lunga 1,5 chilometri, servita in passato per fornire il pietrisco per la massicciata necessario per costruire la linea ferroviaria. Venne dismessa negli anni quaranta. Di questa piccola ferrovia ne rimane ancora qualcosa: due grossi frantumatori con i relativi volani, i binari, immersi per lo più nella vegetazione, e i vagoncini usati per trasportare il materiale. In questa stazione è ambientato  il romanzo "Il bambino del Treno" di Paolo Casadio, che narra le vicende della famiglia Tini e del piccolo Romeo, ivi nato nel settembre 1935. Sebbene la trama e i personaggi  del libro siano frutto di fantasia, tutti i riferimenti inerenti alla stazione e alla valle del Muccione sono reali. Non è viceversa documentato, anche se assai probabile considerati i bombardamenti pressoché quotidiani della linea Direttissima, l'utilizzo della ferrovia per i trasporti di deportati diretti al campo di smistamento di Fossoli e poi in Austria e Germania.